# بیمه اتکایی
شرکتِ بیمه اتکایی یا بیمه مجدد، شرکتی است که شرکت‌های بیمهٔ دیگر را که خود از خسارتهای محتمل مصون نیستند، بیمه می‌کند. طبق قوانین بیشتر کشورها، شرکت‌های "بیمه مستقیم" موظف به عقد قراردادهای بیمه اتکایی هستند تا منافع مشتریان محفوظ بمانند.
افراد و مؤسسات جان و مالِ خود را در برابر خسارت‌های احتمالی نزد شرکت‌های بیمه مستقیم، بیمه می‌کنند. این شرکت‌ها که افراد و اموال بسیاری را در سطحِ گسترده‌ای بیمه می‌نمایند به نوبه خود در مقابل خطرات سنگین یا انبوه تعهداتی قرار می‌گیرند که جبران خسارت‌های احتمالی آن‌ها خارج از توان مالی این شرکت‌هاست یا اساساً نگهداری این تعهدات فاقد توجیه فنی و اقتصادی است. بدین لحاظ شرکت‌های بیمه مستقیم نیز معمولاً بخشی از تعهدات بیمه‌ای مازاد بر ظرفیت مالی و فنی خود را مجدداً نزد شرکت یا شرکت‌های بیمه دیگر بیمه می‌نمایند. به زبان ساده این بیمه مجدد را که ابزاری برای توزیع ریسک در سطح شبکه‌های ملی و جهانی بیمه‌ای است بیمه اتکایی می‌نامند. به عبارت دیگر شرکت‌های بیمه اتکایی در مقابل دریافت قسمتی از حق بیمه‌های شرکت‌های بیمه مستقیم متعهد می‌شوند بخشی از خسارتهای احتمالی مربوط به بیمه‌نامه یا بیمه‌نامه‌های صادره توسط شرکت بیمه طرف قرارداد را جبران کند.

## کتب مناسب جهت مطالعه بیمه اتکایی در ایران

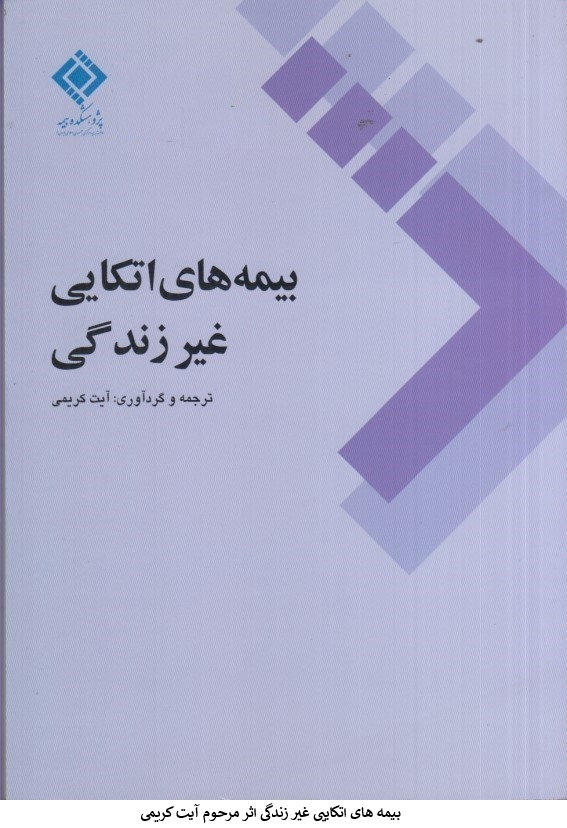
بیمه های اتکایی غیر زندگی

یکی از کتب مناسب به منظور مطالعه کتاب بیمه های اتکایی غیرزندگی نوشته آیت کریمی می باشد .

## پیوندها
آمدئو ناتولی (ایتالیایی: Amedeo Natoli)
1. ↑  «بیمه اتکایی چیست؟». شرکت بیمه اتکایی ایرانیان. بایگانی‌شده از اصلی در ۳ ژوئیه ۲۰۱۱. دریافت‌شده در ۲۵ مه ۲۰۱۱.